# Vagobanta divergens
Vagobanta divergens är en fjärilsart som beskrevs av Butler 1883. Vagobanta divergens ingår i släktet Vagobanta och familjen mott. Inga underarter finns listade i Catalogue of Life.